# フィリピンオウム

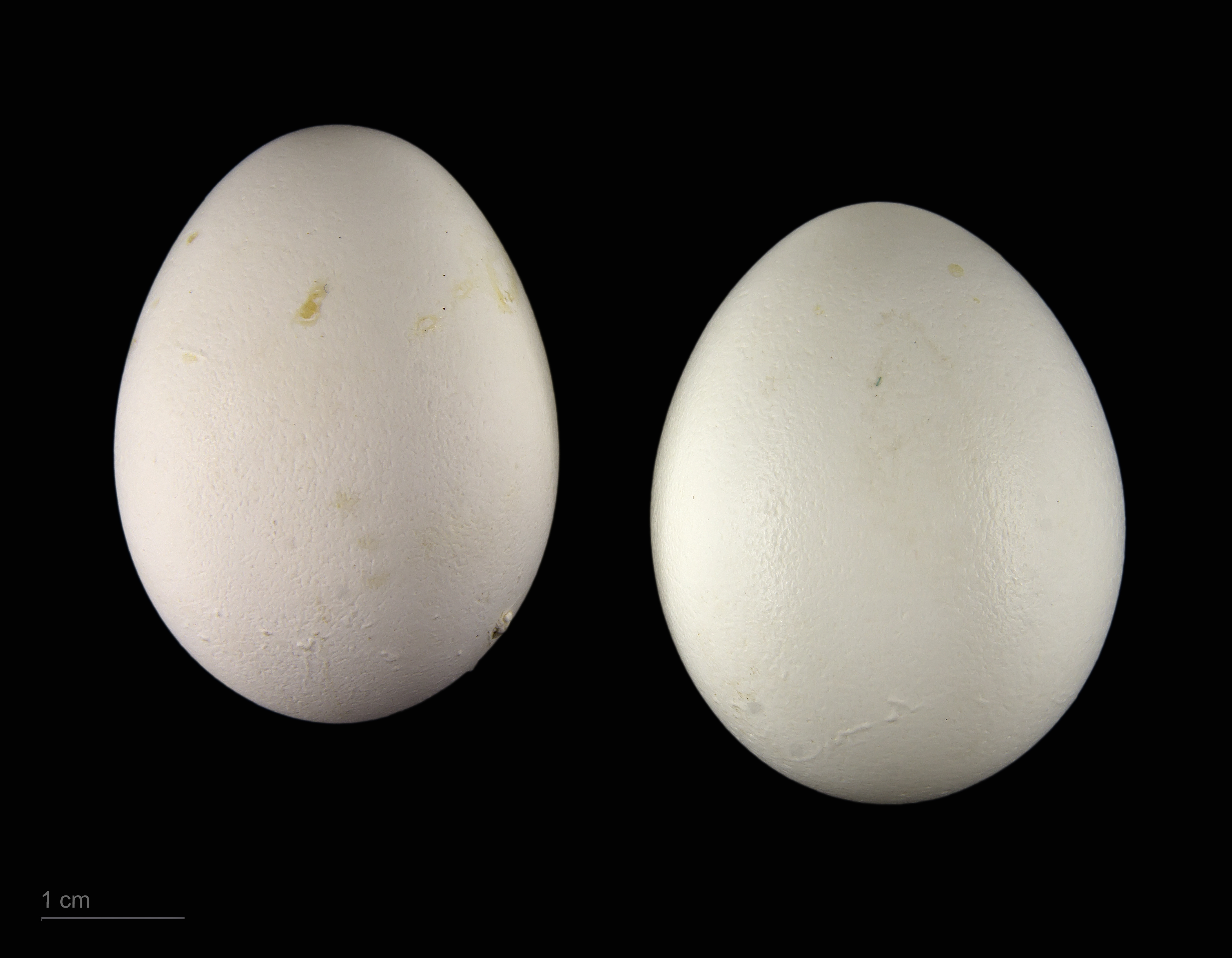
Cacatua haematuropygia

フィリピンオウム(比律賓鸚鵡、Cacatua haematuropygia)は、鳥綱インコ目オウム科オウム属に分類される鳥類。

## 分布
フィリピン（シアルガオ島、タウィタウィ島、パラワン島、ミンダナオ島西部、マスバテ島、サン・ミゲル諸島）

## 形態
全長30 - 31センチメートル。全身は白い。尾羽や翼の下面は黄色、尾羽基部の下面を被う羽毛（下尾筒）は赤い。頭部には後方へ湾曲した、短い冠羽がある。
雛は、クリーム色の綿羽で被われる。
オスは虹彩が暗褐色、メスは虹彩が赤褐色。

## 生態
森林やマングローブ、林縁などに生息する。ペアもしくは小規模な群れを形成し生活する。
果実、液果、種子などを食べる。
繁殖様式は卵生。枯れ木の樹洞に巣を作る。繁殖期は2 - 6月で2 - 4月に巣が使用された例があり、5 - 6月に雛の発見例がある。飼育下では1回に2 - 3個の卵を産んだ例がある。抱卵期間は約28日。雛は、孵化してから9 - 10週間で巣立つ。

## 人間と関係
森林伐採による生息地の破壊、ペット用の乱獲、感染症の流行などにより生息数は激減している。食用の狩猟や害鳥としての駆除、外来種による捕食、生息数が少なくなったことで台風による繁殖の失敗による影響も懸念されている。
1970年代まではフィリピン広域に分布していたが、セブ島やネグロス島では絶滅した。1981年にインコ目単位でワシントン条約附属書IIに掲載され、1992年にワシントン条約附属書Iに掲載されている。最大の生息地とされるパラワン島の1991年における生息数は800 - 3,000羽と推定され、フィリピン全域での1992年における生息数は1,000 - 4,000羽と推定されている。